# Ричард Марнър
Ричард Марнър (на английски: Richard Marner) роден на 27 март 1921 г. в Русия под името Александър (Саша) Молчанов (на руски: Alexander (Sacha) Molchanoff) е британски актьор, известен с ролята си на полковник Курт фон Щрьом в британския сериал „Ало, ало!“, излъчван в телевизионния ефир между 1984 – 1992 г.

## Биография

### Произход и младежки години
Роден в Петроград (дн. Санкт Петербург), Съветска Русия, Молчанов е най-големият син на полковник Павел Молчанов, командващ „Семиновския“ полк.
През 1924 г. той и цялото му семейство напускат Русия и имигрират първо във Финландия, после в Германия и накрая се установяват за дълго време в Лондон, където бабата на Александър Олга Новиков (известна още сред фамилията си като „Babushka London“) живеела на улица Харли Стрийт, окръг Уестминстър.
След като учи в Monmouth School в Уелс, Молчанов става помощник на руския тенор Владимир Розинг, който гастролира в Ковънт Гардън.
По време на Втората световна война се присъединява към Кралските военновъздушни сили, след което е изпратен да служи в Южна Африка заедно с военновъздушния обучителен корпус. По-късно е инвалидизиран (освободен като инвалид – осакатен) и променя името си на Ричард Марнър, с което стартира успешната си кариера като филмов актьор.

### Кариера
Една от първите му роли е на сцената като Дракула с Хауърд Дийн, която все още се приема от някои като решителната му интерпретация на сцената. Други негови участия са регистрирани във филмите You Only Live Twice, The Boys from Brazil, The Spy Who Came in from the Cold, The African Queen, както и в швейцарския филм Four in a Jeep, в който всички говорят руски език. Освен в тях той взима активно участие и в драматичния филм „Birth of The Beatles“ (като шеф на клуб), както и в комедийния сериал „Ало, ало!“, сниман от декември 1982 до декември 1992 г.
През 1991 г., когато тогавашният кмет на Москва Борис Елцин свиква „Конгреса на сънародниците“, Марнър е един от 600-те души завърнали се в родината си. Въпреки че е бил въвлечен в един преврат, той останал достатъчно дълго, за да гледа през насълзени очи първия имперски Руски флаг, издигнат в Москва преди 1920-те години.
След дългото си участие в „Ало, ало!“, по-късната му работа била като гост фотограф в драмата Lovejoy (1994) и във филма The Sum of All Fears, в ролята на руски президент.
Умира през 2004 г. на 82-годишна възраст в Пърт, Шотландия като оставя жена си актрисата Полин Фар след 57-годишен брак вдовица, която все пак запазва фамилното си име Молчанова извън сцената.

## Избрана филмография
- Park Plaza 605 (1953)
- Mask of Dust (1954)
- The One That Got Away (1957)
- Ice-Cold in Alex (1958)
- The Spy Who Came in from the Cold (1965)